# 雷热内拉桑
雷热内拉桑（葡萄牙語：Regeneração）是巴西皮奥伊州的一个市镇。总面积1257.157平方公里，总人口17615人，人口密度14人/平方公里。